# Новый гентский альянс
Новый гентский альянс (нидерл. Nieuw-Gentse Alliantie, N-GA) — пародийная политическая партия, выступавшая за выход Гента из состава Бельгии. Являлась пародией на фламандские националистические партии Новый фламандский альянс и Фламандский интерес.

## Программа
Основной целью «партии» была независимость Гента как суверенного города-государства (пародия на независимость Фландрии, являющейся целью Фламандского интереса). Другим важным пунктом партийной программы была борьба с влиянием западных фламандцев, которые, по мнению партии, являлись носителями чуждой для Гента культуры. От живущих в Генте западных фламандцев требовалась полная культурная ассимиляция (например, изучение гентского диалекта), в противном случае они должны были быть депортированы из Гента.

## Реальность
«Партия» была образована в первые дни 2008 года. За несколько месяцев деятельности «партия» сумела обратить на себя общественный интерес, чему способствовал тот факт, что инициативу поддержал бургомистр Гента Даниел Термонт (нидерл. Daniël Termont) (Социалистическая партия).

Это очень умная акция, она — зеркало Фландрии. Замените «Гент» на «Фландрия», а «Западных фламандцев» на «иммигрантов» или «валлонов» и вы получите точное зеркало нынешней фламандской ситуации. Эта акция заставляет задуматься о том, чем мы занимаемся.
Оригинальный текст (нид.)Het is een heel verstandige actie, die een spiegel is voor Vlaanderen. Vervang Gent door Vlaanderen en West-Vlaanderen door allochtonen of Walen en je hebt een perfecte spiegel van de huidige Vlaamse situatie. Door deze actie ga je eens goed nadenken over waar we nu precies mee bezig zijn
— Бургомистр Гента Даниел Термонт
Апофеозом деятельности партии стало объявление независимости города-государства Гента, состоявшееся 30 мая 2008 года (во время музыкального фестиваля). Идеолог «партии» Эдмонд Кокёйт (нидерл. Edmond Cocquyt) объявил собравшимся на площади Святого Бавона людям (примерно пять тысяч человек) о независимости, выйдя на балкон городского театра. После этого бывший хранитель городского музея современного искусства Ян Хут (нидерл. Jan Hoet) был коронован как первый император молодого города-государства. В праздновании «независимости» приняли участие несколько западнофламандских музыкальных коллективов и артистов. При праздновании присутствовало несколько десятков человек в военной форме. По их утверждениям, они являлись солдатами НАТО, готовыми к военной интервенции «в гуманитарных целях». По данным полиции, на самом деле они являлись активистами пацифистской неправительственной организации. Празднование «независимости» прошло без инцидентов. На следующий день «партия» самораспустилась.